# Kolibantang
Kolibantang est une commune du Sénégal située en Casamance, dans le sud du pays. Elle fait partie de l'arrondissement de Karantaba, du département de Goudomp et de la région de Sédhiou.
Ancienne communauté rurale, elle est devenue une commune en 2014 par l'acte III de la décentralisation. Sidya Daffé est le premier maire en juillet 2014. Il est assisté par Balla Keita (1er adjoint au maire) et de Abdoulaye Faty (2e adjoint au maire). La commune est composée de 27 villages et 3 hameaux. Bantandiang est le plus gros village.